# 草血竭
草血竭（学名：Polygonum paleaceum）为蓼科蓼属下的一个种。多年生草本植物。根状茎肥厚，弯曲，直径2-3厘米，黑褐色。茎直立，高40-60厘米。总状花序呈穗状，长4-6厘米，直径0.8-1.2厘米，紧密。花期7-8月，果期9-10月。分布于中国四川、云南、贵州以及印度东北部、泰国北部。生长在生山坡草地、林缘，海拔1500-3500米。
根状茎供药用，止血止痛，收敛止泻。

## 扩展阅读
[在维基数据编辑]
 《植物名實圖考·草血竭》，出自吳其濬《植物名實圖考》

## 外部連結
- 維基物種上的相關：草血竭
- 草血竭 Caoxuejie （页面存档备份，存于） 藥用植物圖像數據庫 (香港浸會大學中醫藥學院) （中文）（英文）